# کیم یونگ-سو (بازیکن بسکتبال)
کیم یونگ-سو (انگلیسی: Kim Yeong-su؛ زادهٔ ۱۹۲۷) بازیکن بسکتبال اهل کره جنوبی بود. وی در بازی‌های المپیک تابستانی ۱۹۵۶ شرکت کرده‌است.